# Междущатска магистрала 30
Междущатска магистрала 30 (Interstate 30, съкратено I-30) е междущатска магистрала в южната част на САЩ. Дълга е 366,76 мили (590,24 km). Преминава през териториите на два щата – Арканзас и Тексас. Това е най-късата междущатска магистрала с номер, завършващ на нула.
| Щат      | мили   | км     |
| -------- | ------ | ------ |
| Тексас   | 223,74 | 360,07 |
| Арканзас | 143,02 | 230,17 |
| Общо     | 66,76  | 590,24 |

|  | Тази страница частично или изцяло представлява превод на страницата Interstate 30 в Уикипедия на английски. Оригиналният текст, както и този превод, са защитени от Лиценза „Криейтив Комънс – Признание – Споделяне на споделеното“, а за съдържание, създадено преди юни 2009 година – от Лиценза за свободна документация на ГНУ. Прегледайте историята на редакциите на оригиналната страница, както и на преводната страница, за да видите списъка на съавторите. ВАЖНО: Този шаблон се отнася единствено до авторските права върху съдържанието на статията. Добавянето му не отменя изискването да се посочват конкретни източници на твърденията, които да бъдат благонадеждни. |